# Moritz Georg Weidmann
Moritz Georg Weidmann (ur. 23 stycznia 1686 w Lipsku, zm. 3 maja 1743 w Dreźnie) – księgarz i wydawca związany z Lipskiem, królewsko-polski i elektorsko-saski radca dworu.
Urodził się w 1686 jako syn Moritza Georga Weidmanna, księgarza i wydawcy, który w 1680 roku założył we Frankfurcie nad Menem wydawnictwo Weidmannsche Buchhandlung, przeniesione w 1681 do Lipska. Od 1713 współprowadził wydawnictwo z Johannem Gleditschem, a od 1717 do śmierci samodzielnie. Od 1734 wydawał czasopismo Europäischen Staats-Secretarius.